# 동서해저문화재연구원
동서종합문화재연구원은 국내외에 소재한 문화재(특히 수중문화재와 문화유적, 물과 관련된 육상문화재와 문화유적, 기타 연구원에서 필요하다고 판단하는 문화재 전반)의 조사, 관리, 보호, 발굴 및 전문 인력양성 교육시스템을 구축하여 민족문화와 인류문명의 우수성을 전승 보급하고, 문화유적의 체계적인 보존관리 방안 확립하기 위하여 2009년 6월 9일 설립된 문화체육관광부 소관의 재단법인이다. 사무실은 전라남도 나주시 예향로 3819 (이창동)에 있다.

## 주요 사업
- 수중 및 해저문화재의 지표 및 발굴조사 사업
- 문화재 탐사 및 해저유물 인양에 관한 사업
- 육상문화재의 지표 및 발굴조사사업
- 문화재 관련 전문인력 양성 및 사회교육 지원 사업
- 문화재의 보존, 관리, 보수, 복원에 대한 사업
- 문화재 관련 국내외 학술교류 사업
- 문화재 관련 국내외 연구기관들과의 교류
- 문화재 관련 전시관의 건립 및 전시기획
- 기타 법인의 목적을 달성하기 위하여 필요한 사업